# Sói Newfoundland
Sói Newfoundland (Danh pháp khoa học: Canis lupus beothucus) là một phân loài tuyệt chủng của sói xám có nguồn gốc từ Newfoundland. Nó được mô tả như là một con sói có kích thước trung bình, có có đầu màu xám với một lớp da trắng, mặc dù những người melan cũng xuất hiện. So với những người họ hàng đại lục, nó mang một sự khác biệt nổi bật về góc độ phụ kiện bên trong của nó cho phép phân biệt giữa các phân loài. Mẫu vật cuối cùng được cho là đã bị giết vào năm 1911. Phân loài sói này được công nhận là phân loài Canis lupus trong cơ quan phân loại loài động vật có vú của thế giới (2005).